# ゲラニイン
ゲラニイン(Geraniin)は、フウロソウ属で見られるデヒドロエラジタンニンである。例えば民間療法薬や日本で整腸薬として用いられているゲンノショウコに含まれる。ランブータンの外皮にも含まれる。
ヒトの悪性黒色腫においてFasリガンドの発現を正に制御してPTK2を切断し、アポトーシスを引き起こす。
グルコース分子にヘキサヒドロキシジフェン酸ユニット、デヒドロヘキサヒドロキシジフェン酸ユニット、没食子酸ユニットが連結されることで形成されている。六員環ヘミケタール構造と五員環ヘミケタール構造の平衡混合物となっている。
ケブラジン酸は、グルタチオンの仲介によりゲラニインから変換される。